# Paeonia parnassica
Paeonia parnassica är en pionväxtart som beskrevs av D.B. Tzanoudakis. Paeonia parnassica ingår i släktet pioner, och familjen pionväxter. Inga underarter finns listade i Catalogue of Life.